# Gorō Nishida
Gorō Nishida (jap. 西田 吾郎, Nishida Gorō; * 18. September 1943 in der Präfektur Osaka; † 2. Juni 2014) war ein japanischer Mathematiker, der sich mit Homotopietheorie befasste.
Nishida studierte an der Universität Kyōto mit dem Diplom 1968 und der Promotion 1973 (The nilpotency of elements of the stable homotopy groups of spheres). Von 1968 bis 1973 war er Assistent am Research Institute for Mathematical Sciences in Kyoto und 1971/72 an der University of Manchester. Ab 1973 war er Dozent, ab 1979 Associate Professor und ab 1991 Professor für Mathematik an der Universität Kyoto.
Nishida gehörte zur japanischen Schule der Homotopietheorie von Hiroshi Toda. Sein Beweis der Nilpotenz von Elementen positiven Grades im Stabilen Homotopiering von Sphären von 1973 war eines der ersten Resultate, die auf eine tiefliegende übergreifende Theorie hinwiesen, die später in den Vermutungen von Douglas Ravenel gipfelte (bewiesen durch Michael J. Hopkins, Ethan Devinatz, Jeffrey H. Smith). In den 1990er Jahren befasste er sich mit elliptischer Kohomologie (der Anwendung von Modulformen in der algebraischen Topologie). Seine erste Arbeit betraf unendlich dimensionale Schleifenräume, mit denen er sich auch später befasste.
1979 erhielt er den Iyanaga-Preis der Japanischen Mathematischen Gesellschaft.
1969 heiratete er Hiromi Goto.

## Schriften
- Cohomology operations in iterated loop spaces, Proc Japan Acad 44 (1968) 104–109
- The nilpotency of elements of the stable homotopy groups of spheres. J. Math. Soc. Japan 25 (1973) 707–732
- mit M.Mimura, H. Toda, On the classification of H–spaces of rank 2, J Math Kyoto Univ 13 (1973) 611–627
- mit M. Mimura, J. Mukai: Representing elements of stable homotopy groups by symmetric maps, Osaka J Math 11 (1974) 105–111
- Infinite loop spaces, Sugaku 26, Iwanami Shoten 1974
- The nilpotency of the stable homotopy groups of spheres, in: Proceedings of the International Conference on Manifolds and Related Topics in Topology, University of Tokyo Press (1975)
- mit M. Mimura, H. Toda: Mod p decomposition of compact Lie groups, Publications of the RIMS 13, Kyoto University (1977) 627–680
- The transfer homomorphism in equivariant generalized cohomology theories, J Math Kyoto Univ 18 (1978) 435–451
- On a characterization of finite groups of p–rank 1, J Math Kyoto Univ 18 (1978) 543–556
- mit M. Nagata, H. Toda: Segal–Becker theorem for KR–theory, J Math Soc Japan 34 (1982) 15–33
- On the S¹ Segal conjecture, Publications of the RIMS 19, Kyoto University (1983) 1153–1162
- On the algebraic K–group of lens spaces and its applications, J Math Kyoto Univ 23 (1983) 211–217
- Hecke functors and the equivariant Dold–Thom theorem, Publications of the RIMS 20, Kyoto University (1984) 65–77
- Stable homotopy type of classifying spaces of finite groups. Algebraic and topological theories (Kinosaki, 1984) 391–404, Tokio: Kinokuniya 1985
- On the spectra L(n) and a theorem of Kuhn, in: Homotopy Theory and Related Topics, Adv Stud Pure Math 9, North-Holland (1986) 273–286
- Modular forms and the double transfer for BT², Japanese J Math 17 (1991) 187–201
- On mod p cohomology of the space XΓ and mod p trace formula for Hecke operators, J Math Kyoto Univ 32 (1992) 515–526
- mit K. Kordzaya: A duality theorem in Hopf algebras and its application to Morava K–theory of BZ/pr, J Math Kyoto Univ 36 (1996) 771–778
- mit S. Morimoto: Elliptic cohomology of classifying spaces of cyclic groups and higher level modular forms, J Math Kyoto Univ 37 (1997) 701–715
- mit Y. Yang: On a p–local stable splitting of U(n), J Math Kyoto Univ 41 (2001) 387–401